# Natalya Petrova
 (décembre 2023).
Si vous disposez d'ouvrages ou d'articles de référence ou si vous connaissez des sites web de qualité traitant du thème abordé ici, merci de compléter l'article en donnant les références utiles à sa vérifiabilité et en les liant à la section « Notes et références ».
Natalya Petrova (en russe : Наталья Петрова), née Kokulenko le 16 novembre 1957, est une athlète russe, spécialiste du 100 mètres haies.

## Biographie
Concourant sous les couleurs de l'URSS, elle se classe quatrième du 60 m haies lors des championnats d'Europe en salle de 1982, elle remporte la médaille d'or du 100 m haies lors des universiades d'été de 1983 et se classe quatrième des championnats du monde de 1983.
Son record personnel sur 100 m haies est de 12 s 83 (1983).